# Saint-Julia
Saint-Julia (okzitanisch: Sent Julian) ist eine französische Gemeinde mit 417 Einwohnern (Stand: 1. Januar 2022) im Département Haute-Garonne in der Region Okzitanien. Sie gehört zum Arrondissement Toulouse und zum Gemeindeverband Aux sources du Canal du Midi. Die Bewohner werden Saint-Julianais und Saint-Julianaises genannt.

## Geografie

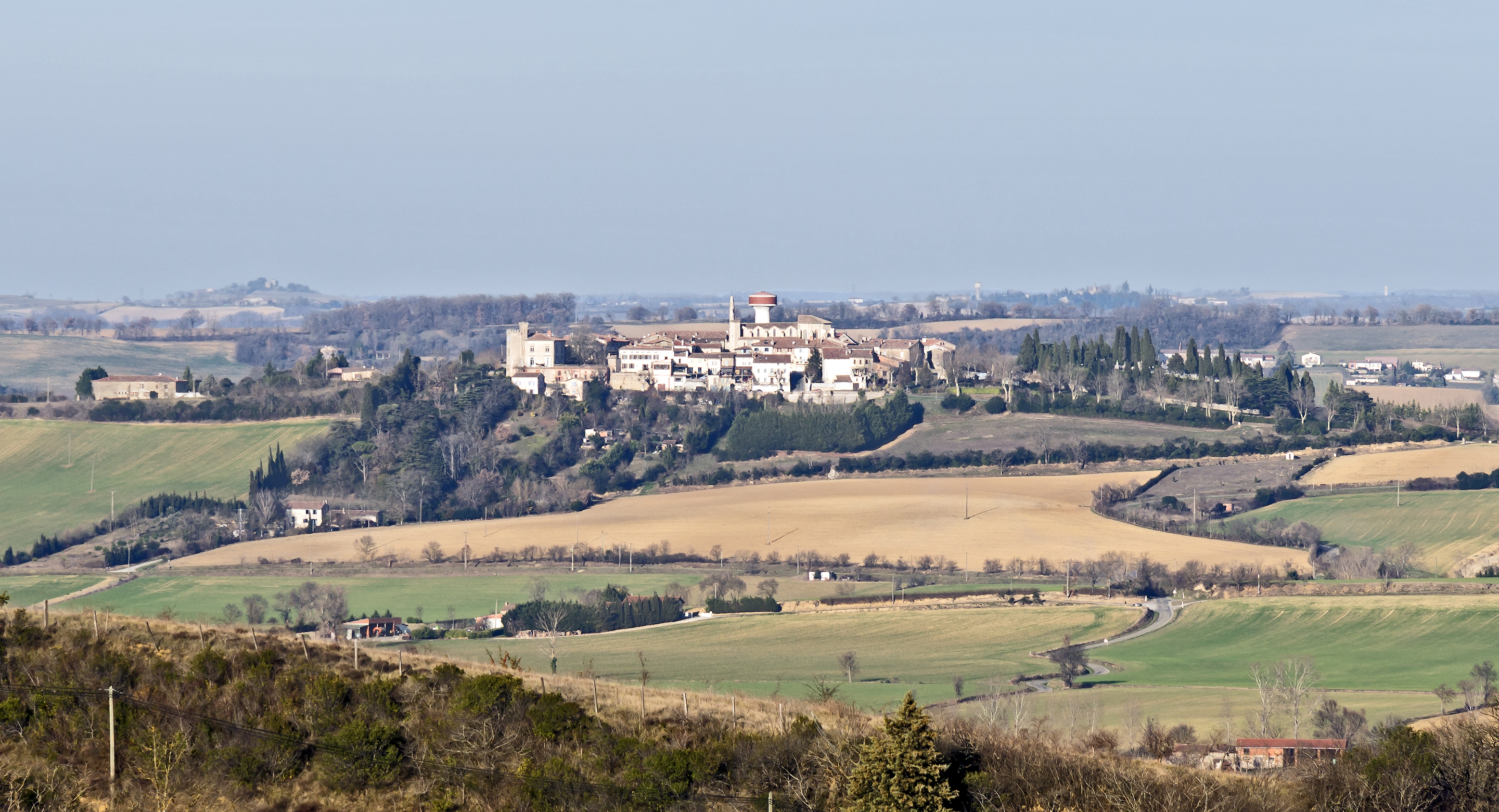
Blick auf Saint-Julia

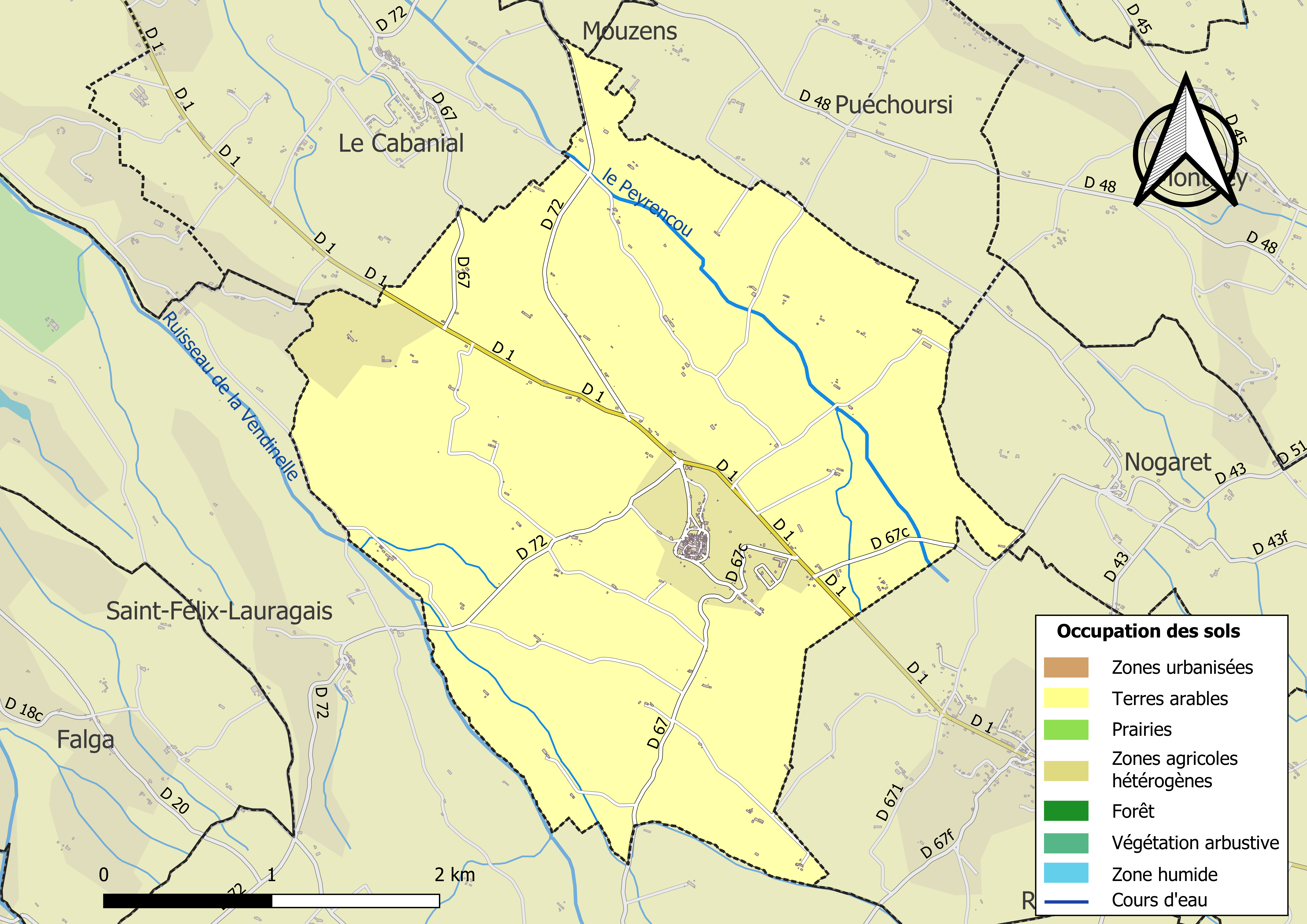
Bodennutzung, Hydrografie und Infrastruktur der Gemeinde (2018)

Saint-Julia befindet sich in der historischen Landschaft des Lauragais am östlichen Rand des Départements an der Grenze zum Département Tarn, etwa 48 Kilometer nordwestlich von Carcassonne und etwa 39 Kilometer südöstlich von Toulouse. Das Dorf Saint-Julia wurde auf einer Anhöhe errichtet, die die Umgebung um ca. 40 Meter überragt. Die Gemeinde liegt im Einzugsgebiet der Garonne und wird vom Peyrencou, von der Vendinelle und von verschiedenen kleineren Bächen entwässert. Während der Peyrencou das nordwestliche Gemeindegebiet von Südost nach Nordwest durchströmt, markiert die Vendinelle die südwestliche Grenze.
Außerhalb der spärlich bebauten Zonen wird nahezu die gesamte Fläche der Gemeinde landwirtschaftlich genutzt.
Umgeben wird Saint-Julia von den Nachbargemeinden Mouzens und Puéchoursi (beide Département Tarn) im Norden, Nogaret im Osten, Montégut-Lauragais im Südosten, Saint-Félix-Lauragais im Süden und Westen sowie Le Cabanial im Nordwesten.

## Bevölkerungsentwicklung
| Jahr                       | 1962 | 1968 | 1975 | 1982 | 1990 | 1999 | 2006 | 2015 | 2022 |
| -------------------------- | ---- | ---- | ---- | ---- | ---- | ---- | ---- | ---- | ---- |
| Einwohner                  | 464  | 382  | 370  | 314  | 305  | 333  | 382  | 408  | 417  |
| Quellen: Cassini und INSEE |      |      |      |      |      |      |      |      |      |

Im Jahr 1836 wurde mit 1015 Bewohnern die bisher höchste Einwohnerzahl ermittelt. Die Zahlen basieren auf den Daten von cassini.ehess und INSEE.

## Sehenswürdigkeiten
- Gotische Kirche Sainte-Agathe und Saint-Julien aus dem 14. Jahrhundert, Glockenturm seit 1925 als Monument historique eingeschrieben, die ganze Kirche seit 2009
- Stadttor, genannt „Porte du Cers“, aus dem 16. Jahrhundert, seit 1926 als Monument historique eingeschrieben
- Haus des Schriftstellers Édouard Estaunié
- Flurkreuzecassini.ehess.fr/fr/html/fiche.php?select_resultat=32727
- Lavoir
- Windmühlen
- Wasserturm

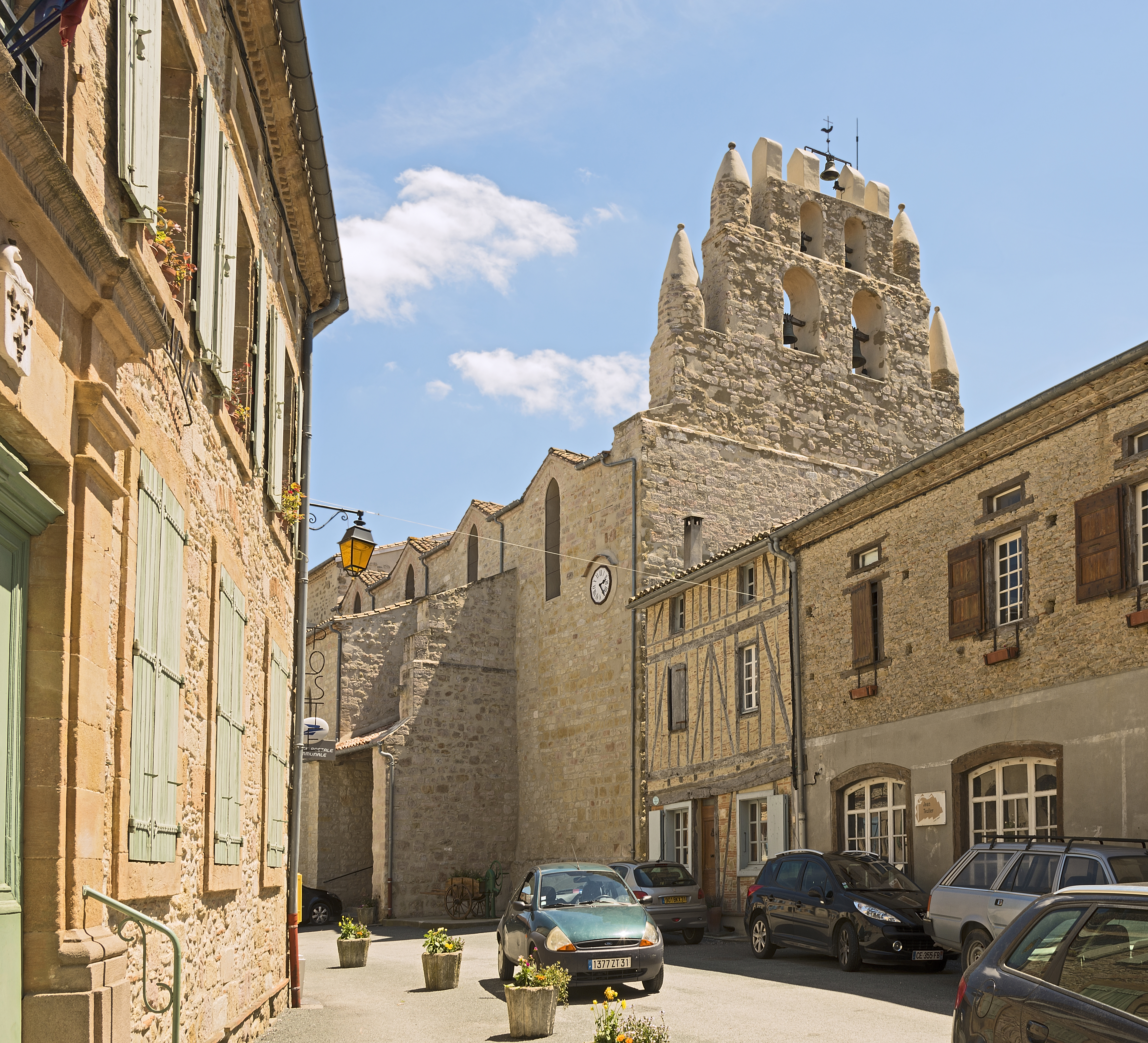
Kirche Sainte-Agathe-et-Saint-Julien
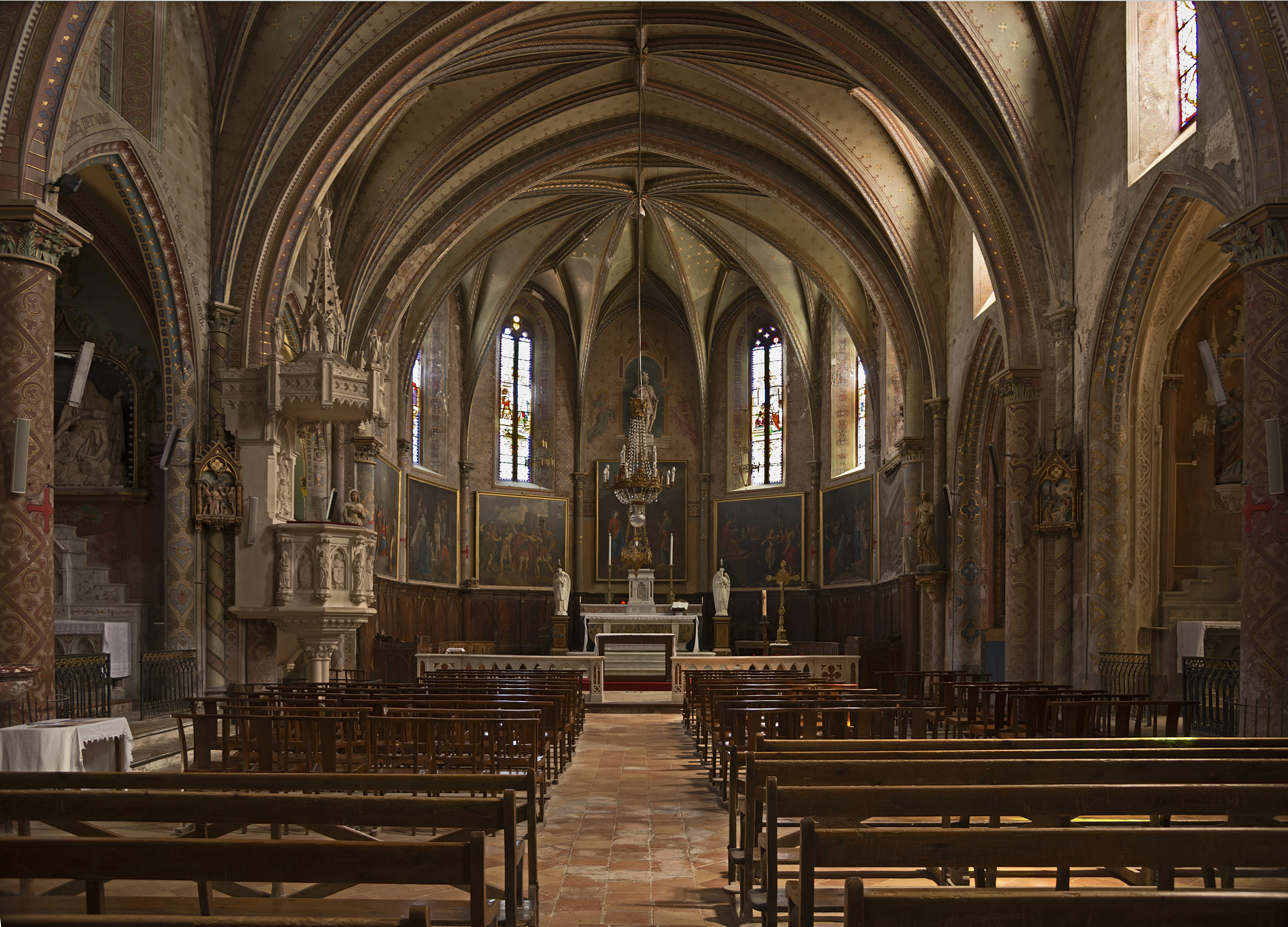
Innenansicht der Kirche Sainte-Agathe-Saint-Julien
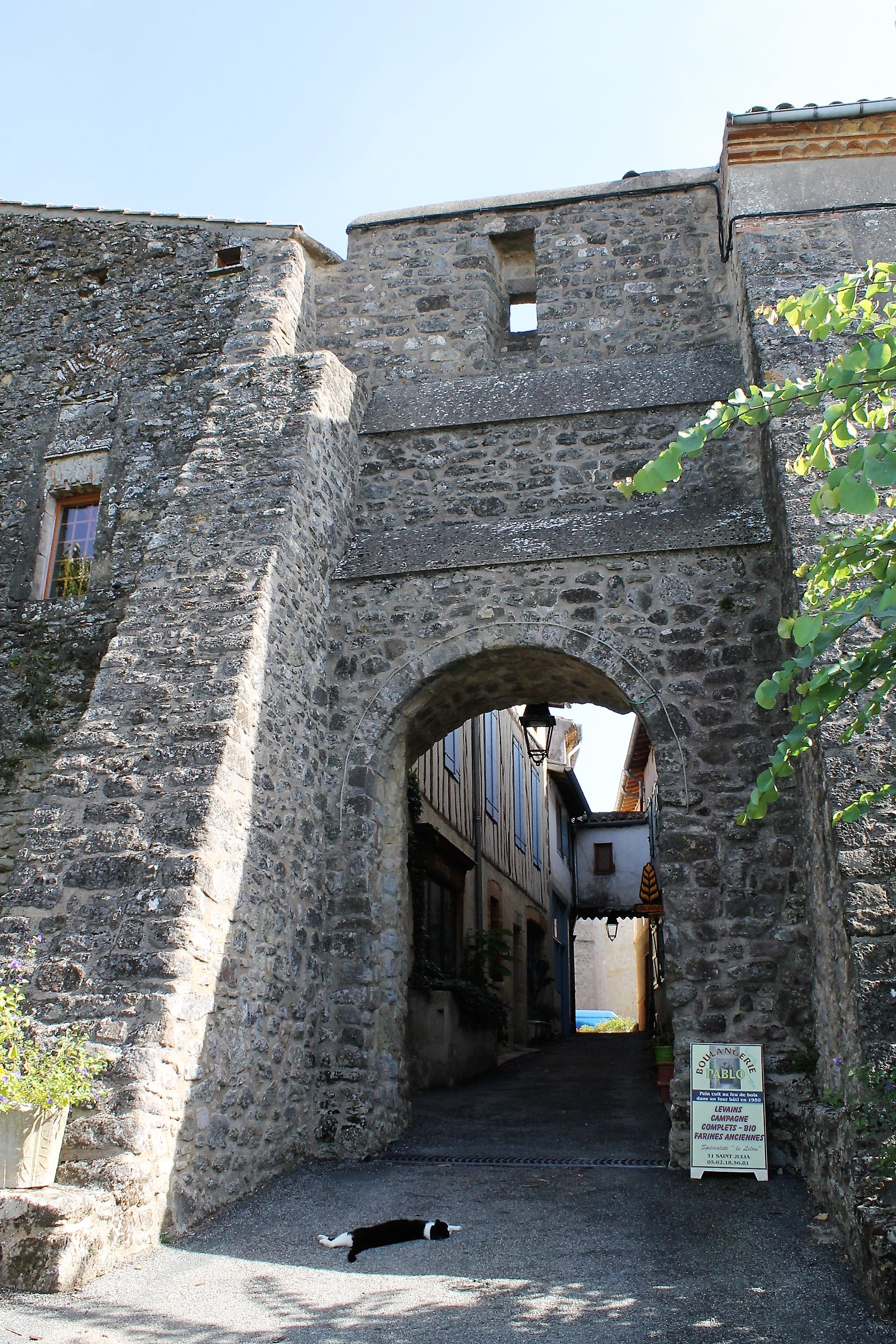
Porte du Cers
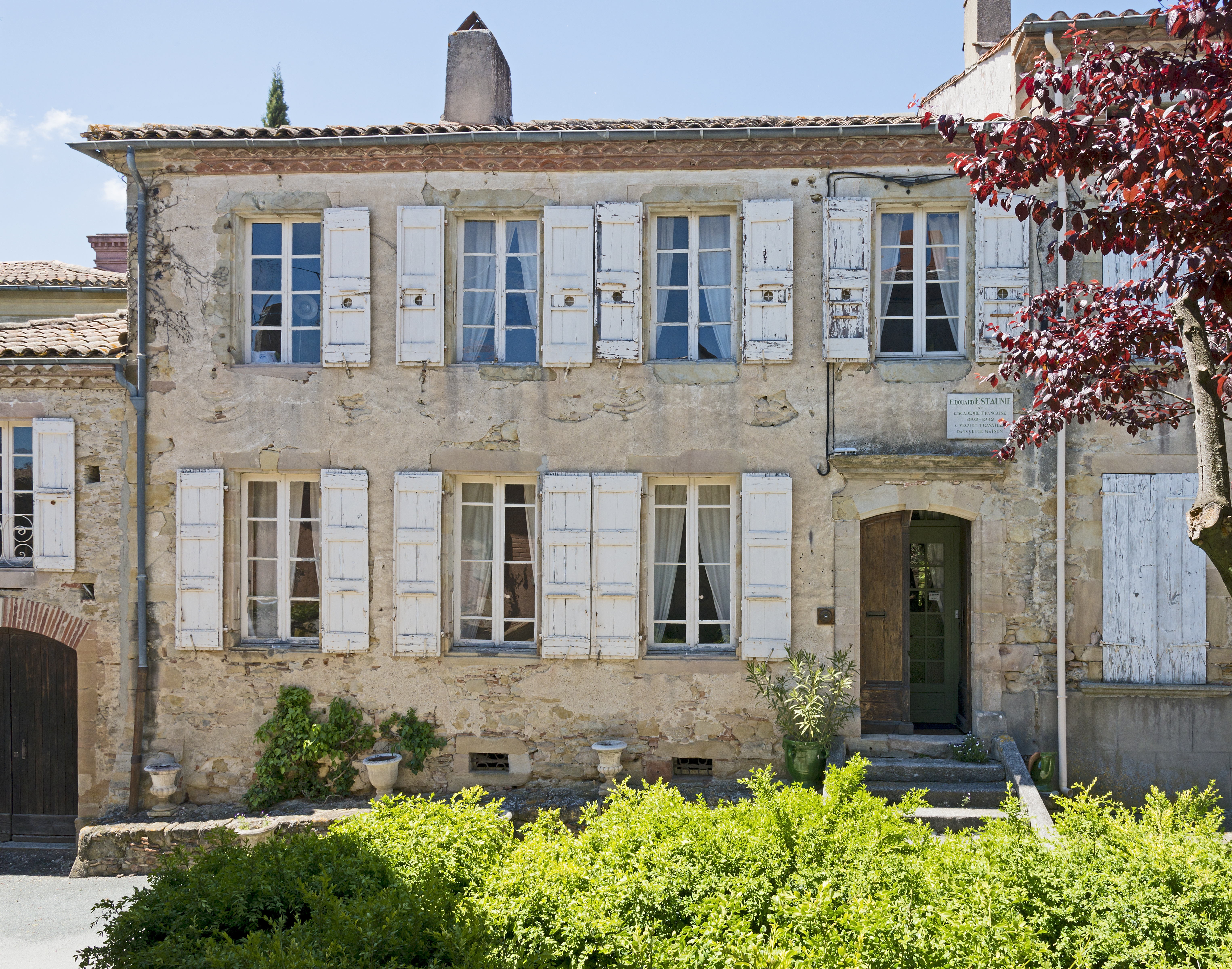
Haus des Schriftstellers Édouard Estaunié

## Wirtschaft und Infrastruktur
In der Gemeinde sind 29 Landwirtschaftsbetriebe ansässig (hauptsächlich Getreideanbau).
Durch die Gemeinde Saint-Julia führt die Departementsstraße D 1 von Toulouse nach Revel. Eine Buslinie der regionalen Transportgesellschaft liO verbindet Saint-Julia mit Toulouse und Revel.

## Persönlichkeiten
- Édouard Estaunié (1862–1942), französischer Schriftsteller und Homme de lettres, lebte in Saint-Julia in der Rue Notre-Dame

## Belege
1. ↑  Répartition des superficies en 15 postes d’occupation des sols (métropole). CORINE Land Cover, abgerufen am 26. März 2024 (französisch).
2. ↑  Saint-Julia auf cassini.ehess
3. ↑  Saint-Julia auf INSEE
4. ↑  Landwirtschaftsbetriebe auf annuaire-mairie.fr (französisch)
5. ↑  liO Haute-Garonne. (PDF) liO, abgerufen am 26. März 2024 (französisch).